# 호시
호시(Hoshi, 본명: 권순영(權純永), 1996년 6월 15일~)은 대한민국의 보이 그룹 세븐틴의 퍼포먼스팀 리더, 서브보컬, 메인댄서를 맡고 있다. 그리고 3인조 그룹인 부석순의 맏형이다.

## 학력
- 창현초등학교 (졸업)
- 마석중학교 (졸업)
- 마석고등학교 (졸업)
- 동아방송예술대학교 (중퇴)
- 한양대학교 미래인재교육원 (재학)

## 음반 활동

### 믹스테이프
- 2021년 <Spider>
- 2022년 <호랑이 (Feat. 타이거 JK)>
- 2023년 <stay>

## 커리어
2011-2014: 데뷔 전
호시는 2011년 말 플레디스 엔터테인먼트에 합류하여 이후 4년간 훈련을 받았다. 2013년, 그는 플레디스의 연습생들을 소개하는 온라인 리얼리티 쇼인 세븐틴 TV에 출연했고 공식적인 데뷔 전에 보이 그룹 세븐틴의 예비 멤버들을 보여주었다. 훈련생들이 훈련하고, 노래하고, 안무를 만들고, 게임을 하는 것을 보여주면서 유스트림에서 정기적으로 방송되었다.
2015-현재: 17회 및 솔로 활동
2015년 5월 26일, 17캐럿의 연장 플레이로 대한민국의 보이 그룹 세븐틴의 멤버로 데뷔했다. 그리고 같은그룹의 멤버이자 2명의 메인보컬인 승관과 도겸과 함께 호시는 부석순(BSS)을 결성을 했다. 2018년 3월 21일에 데뷔 싱글 "Just Do It(거침없이)"을 발매했다. 이노래에서는 호시와 버논이가 자리 비울때 부논으로 랩한적이 있는 승관이가 랩을 한다. 
2021년 4월 2일, 첫 솔로 믹스테이프 거미를 발매했다. 호시는 가사와 공연을 포함한 노래의 전반적인 제작 과정에 참여했다. 스파이더는 아이튠즈 노래 차트에서 48개 지역에서 10위 안에 들었다.

## 가수 외 활동

### 웹예능
- 2023년 유튜브 《핑계고》 (10월 21일)
- 2023년 유튜브 《나영석의 와글와글》 (10월 28일)
- 2024년 유튜브 《핑계고》 (10월 17일)
- 2024년 유튜브 《소통의 神》 (5월 3일)
- 2025년 유튜브 《집대성》(1월 17일)

### 라디오
- 2015년 SBS 파워FM 《이국주의 영스트리트》
- 2015년 KBS Cool FM 《케이팝플래닛》 - DJ
- 2015년 SBS 파워FM <VIXX N K-pop>
- 2015년 KBS Cool FM 《슈퍼주니어의 키스 더 라디오》

### 뮤직비디오
- 2012년 뉴이스트 〈FACE〉
- 2012년 헬로비너스 〈Venus〉
- 2015년 오렌지캬라멜 〈나처럼 해봐요〉

### 작사
- 세븐틴 《17 CARAT》〈Jam Jam〉
- 세븐틴 《LOVE&LETTER》〈이 놈의 인기〉
- 세븐틴 《LOVE&LETTER》〈떠내려가〉
- 세븐틴 《LOVE&LETTER REPACKAGE》 〈NO F.U.N〉
- 세븐틴 《Going Seventeen》 〈Highlight〉
- 세븐틴 《Going Seventeen》 〈빠른 걸음〉
- 세븐틴 《Al1》 〈울고 싶지 않아〉
- 세븐틴 《Al1》 〈WHO〉
- 세븐틴 《TEEN, AGE》 〈박수〉
- 세븐틴 《TEEN, AGE》 〈CHANGE UP〉
- 세븐틴 《TEEN, AGE》 〈날 쏘고 가라〉
- 세븐틴 《TEEN, AGE》 〈모자를 눌러쓰고〉
- 세븐틴 《DIRECTOR's CUT》 〈CHANGE UP〉
- 세븐틴 부석순 〈거침없이〉
- BUMZU&한동근 〈FOREVER YOUNG〉
- 세븐틴 《An Ode》 〈247〉
- 세븐틴 《YOU MAKE MY DAY》 <MOONWALKER>
- 세븐틴《YOU MADE MY DAWN》 <SHH>
- 세븐틴《헹가래》 <같이가요>
- 세븐틴《;[Semicolon]》 <마음에 불을 지펴>
- 세븐틴《Mixtape Vol.17》 <Spider>
- 세븐틴《Your choice》 <WAVE>
- 세븐틴《Attaca》 <PANG>
- 호시 <호랑이 POWER>
- 호시 <HURRICANE>
- 세븐틴 <IN THE SOOP>

### 작곡
- 세븐틴 《Going Seventeen》 〈Highlight〉
- 세븐틴 《Al1》 〈Swimming fool〉
- 세븐틴 《TEEN, AGE》 〈CHANGE UP〉
- 세븐틴 《YOU MADE MY DAWN》 〈Getting Closer〉
- 세븐틴 <IN THE SOOP>

## 기부 활동
코로나 19사태에 소속사도 모르게 5천만원을 기부 했으며,
장학금 명목으로 마석고등학교에 2천만원을 기부했다.
2021년 6월 10일 남양주시 학대피해아동 등 위기가정을 위해 경기북부사회복지공동모금회를 통해 남양주시복지재단에 1억원을 기부했다.
2021년 10월 코로나19 극복을 위해 남양주 복지센터에 친환경 살균수 원액을 기부했다.
2021년 11월 9일 남양주시 지역 저소득층을 위해 경기 남양주시복지재단에 연탄 1만장을 기부했다.

자선사업
2020년 3월, 호시는 개인적으로 5천만 파운드(4만 2천 694달러)를 희망브리지 전국재해구호협회에 기부한 것으로 알려졌다. 기부금은 코로나19로 피해를 입은 분들을 위한 방역용품 구입과 의료진과 자원봉사자 지원에 쓰일 예정이다. 2020년 4월, 호시의 아버지 권혁두씨가 남양주 화도동 행정복지센터를 대신 방문하여 154만원 상당의 친환경 살균수를 경기사회복지공동모금회에 전달하였다. 2020년 10월 29일, 경기도 마석 고등학교는 호시가 도움이 필요한 학생들을 위한 장학금으로 2,310만 파운드를 기부했다고 발표했다.
경기북부사회복지공동모금회에 따르면 호시는 2021년 6월 10일 남양주복지재단에 1억원을 기부하고 고액의 사랑 기부자 모임인 아너 소사이어티에 가입했다. 호시의 기부는 그의 26번째 생일을 기념하기 위해 열렸고 그는 지역사회에서 도움이 필요한 이웃들이 점점 더 많아지고 있다는 소식을 듣고 후원 활동에 참여했다. 이 금액은 학대받는 아동, 한부모 가정, 장애인 등 소외계층을 위해 남양주 어린이집을 통해 사용될 예정이다.
남양주시는 2021년 12월 기부문화 활성화에 기여한 호시에게 감사패를 전달했다. 조광한 남양주시장을 대신해 감사패를 전달한 최대집 화도수동행정복지센터장은 "지역사회를 잊지 않고 다양한 방법과 지속적인 기부를 통해 선한 영향력을 전파하는 기부천사 호시에게 진심으로 감사드린다"고 말했다.

## 같이 보기
- 세븐틴
- 플레디스 엔터테인먼트